# Прилепин, Александр Сергеевич
Александр Сергеевич Прилепин (13 июня 1941, Павловский Посад, Московская область — 25 июня 1985, Москва) — советский тренер, главный тренер сборной СССР по тяжёлой атлетике (1980—1985). Мастер спорта СССР (1962). Заслуженный тренер СССР (1979, снято в 1985). Кандидат педагогических наук (1979). Награждён орденом «Знак Почёта» (1980).

## Биография
Александр Прилепин родился 13 июня 1941 года в городе Павловский Посад Московской области. В 1964 году окончил Государственный центральный институт физической культуры (ГЦОЛИФК) и занялся тренерской деятельностью в Центральном спортивном клубе Армии (ЦСКА).
С 1975 по 1980 год был старшим тренером молодёжной сборной СССР, а в 1980—1985 годах возглавлял тренерский штаб национальной сборной СССР, которая под его руководством завоевала 8 медалей Олимпийских игр в Москве (1980), а также 30 медалей чемпионатов мира (1981—1983).
Осенью 1984 года советские атлеты Александр Курлович и Анатолий Писаренко при въезде в Канаду были задержаны на таможне за попытку ввезти в эту страну для продажи анаболические стероиды. Несмотря на то, что Прилепин не знал о действиях своих подопечных, в мае 1985 года решением Спорткомитета СССР он был отстранён от должности главного тренера сборной и лишён почётного звания «Заслуженный тренер СССР».
Тяжело переживая случившееся, скончался 25 июня 1985 года от инсульта. Похоронен на Хованском кладбище в Москве.